# Campionat de Zúric 1985
L'edició del 1985 fou la 70a del Campionat de Zuric. La cursa es disputà el 5 de maig de 1985, pels voltants de Zúric i amb un recorregut de 237,5 quilòmetres. El vencedor final fou el belga Ludo Peeters, que s'imposà per davant de Mario Beccia i Steve Bauer.

## Classificació final
|    | Ciclista                   | Equip               | Temps      |
| -- | -------------------------- | ------------------- | ---------- |
| 1  | Ludo Peeters               | Kwantum Hallen-Yoko | 7h 05' 24" |
| 2  | Mario Beccia               | Malvor-Bottecchia   | m. t.      |
| 3  | Steve Bauer                | La Vie Claire-Radar | + 19"      |
| 4  | Jesper Worre               | Sammontana-Bianchi  | m. t.      |
| 5  | Henk Lubberding            | Panasonic-Raleigh   | m. t.      |
| 6  | Jürg Bruggmann             | Malvor-Bottecchia   | + 25"      |
| 7  | Pierino Gavazzi            | Atala-Campagnolo    | m. t.      |
| 8  | Jean-Philippe Vandenbrande | Hitachi-Splendor    | m. t.      |
| 9  | Rudy Pevenage              | Del Tongo-Colnago   | m. t.      |
| 10 | Frédéric Vichot            | Skil-Sem-Kas-Miko   | m. t.      |